# Hyperolius fusciventris
Hyperolius fusciventris là một nocturnal loài ếch thuộc họ Hyperoliidae.
Loài này có ở Bénin, Cameroon, Bờ Biển Ngà, Ghana, Guinea, Liberia, Nigeria, Sierra Leone, và Togo.
Môi trường sống tự nhiên của chúng là rừng ẩm vùng đất thấp nhiệt đới hoặc cận nhiệt đới, đầm nước, đầm nước ngọt, đầm nước ngọt có nước theo mùa, vườn nông thôn, rừng trước đây suy thoái nghiêm trọng, và ao.
Chúng hiện đang bị đe dọa vì mất môi trường sống.